# Cease to Begin
Cease to Begin is het tweede studioalbum van de Amerikaanse indierockband Band of Horses. Het werd uitgebracht op 9 oktober 2007.
Het eerste nummer op het album, genaamd "Is There a Ghost?" werd op 28 augustus 2007 uitgebracht op de MySpace-pagina van de band. Dit nummer werd door het tijdschrift Rolling Stone op de 93ste plaats gezet in een lijst van "The 100 Best Songs of 2007". Dit nummer werd gebruikt voor hun eerste single van Cease to Begin. Deze single was voor Band of Horses de eerste single die de hitlijsten in de Verenigde Staten bereikte: deze behaalde de 34ste positie in de Billboard Mainstream Rock Tracks.
Het album lekte al op het internet uit voordat het officieel werd uitgegeven. Korte tijd na de officiële uitgave werd de tweede single "No One's Gonna Love You" als gratis iTunes download uitgegeven via Starbucks.
Cease to Begin kwam binnen op de 35ste plaats in de Amerikaanse Billboard 200. In de eerste week werden er ongeveer 21.000 exemplaren verkocht.

## Tracklist
Alle muziek en teksten zijn geschreven door Ben Bridwell, behalve het door Ronnie Wood geschreven nummer "Act Together". 
| Nr. | Titel                         | Duur |
| --- | ----------------------------- | ---- |
| 1.  | Is There a Ghost?             | 2:59 |
| 2.  | Ode to LRC                    | 4:16 |
| 3.  | No One's Gonna Love You       | 3:37 |
| 4.  | Detlef Schrempf               | 4:28 |
| 5.  | The General Specific          | 3:07 |
| 6.  | Lamb on the Lam (in the City) | 0:50 |
| 7.  | Islands on the Coast          | 3:34 |
| 8.  | Marry Song                    | 3:23 |
| 9.  | Cigarettes, Wedding Bands     | 4:35 |
| 10. | Window Blues                  | 4:01 |

| Nr. | Titel                                     | Duur |
| --- | ----------------------------------------- | ---- |
| 11. | No One's Gonna Love You (Live at the BBC) |      |
| 12. | Is There a Ghost? (Live at the BBC)       |      |
| 13. | Act Together (Live at the BBC)            |      |
| 14. | Is There a Ghost? (Video)                 |      |